# Kamienna (dopływ Słupi)
Kamienna – struga w Polsce, w województwie pomorskim, w powiecie słupskim, przepływająca przez obszar dwóch gmin – Dębnica Kaszubska i Kobylnica, na Wysoczyźnie Polanowskiej, w Parku Krajobrazowym „Dolina Słupi”, będąca lewostronnym dopływem Słupi.

## Położenie

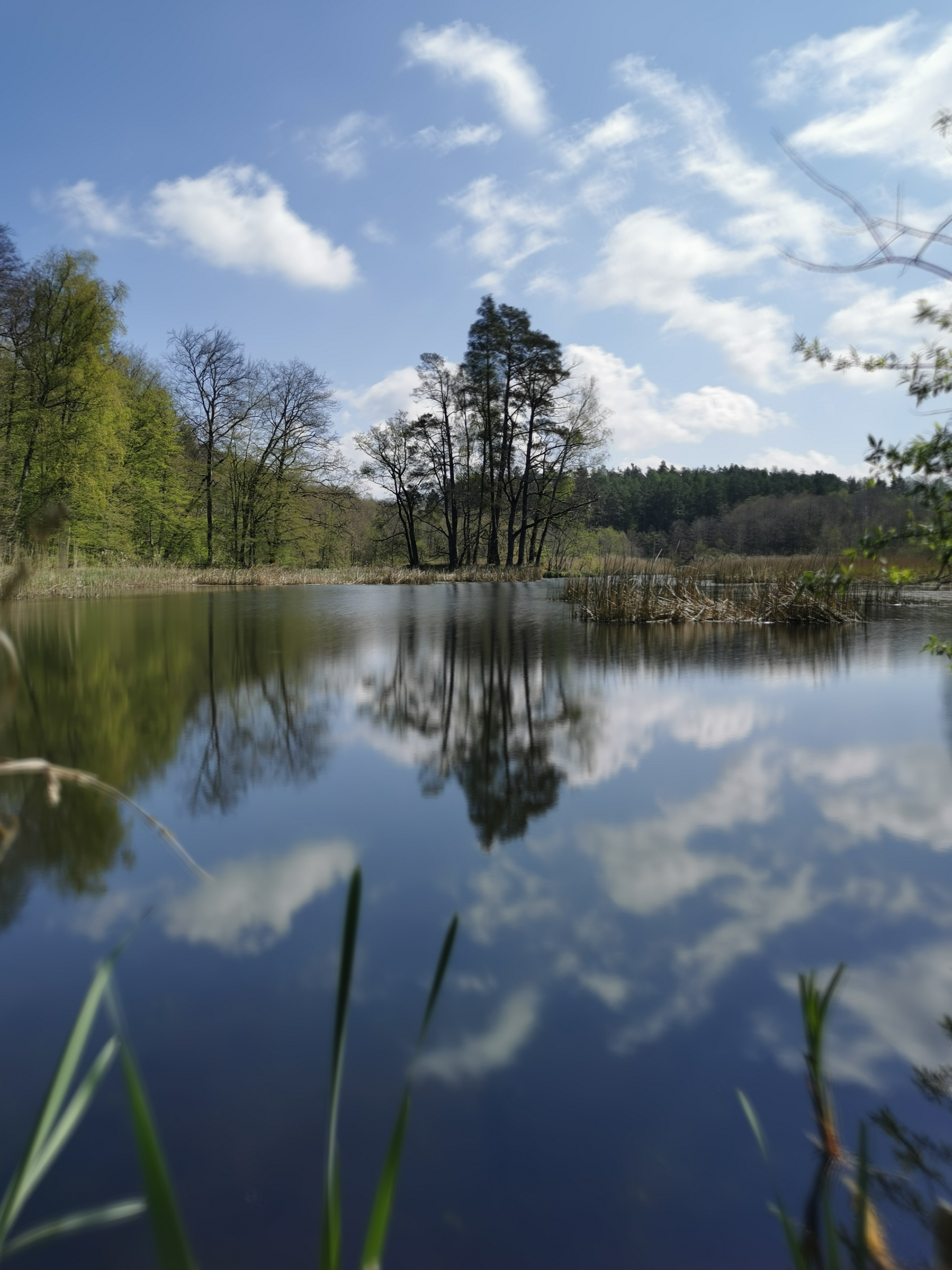
Rozlewisko na Kamiennej w okolicy Łysomic

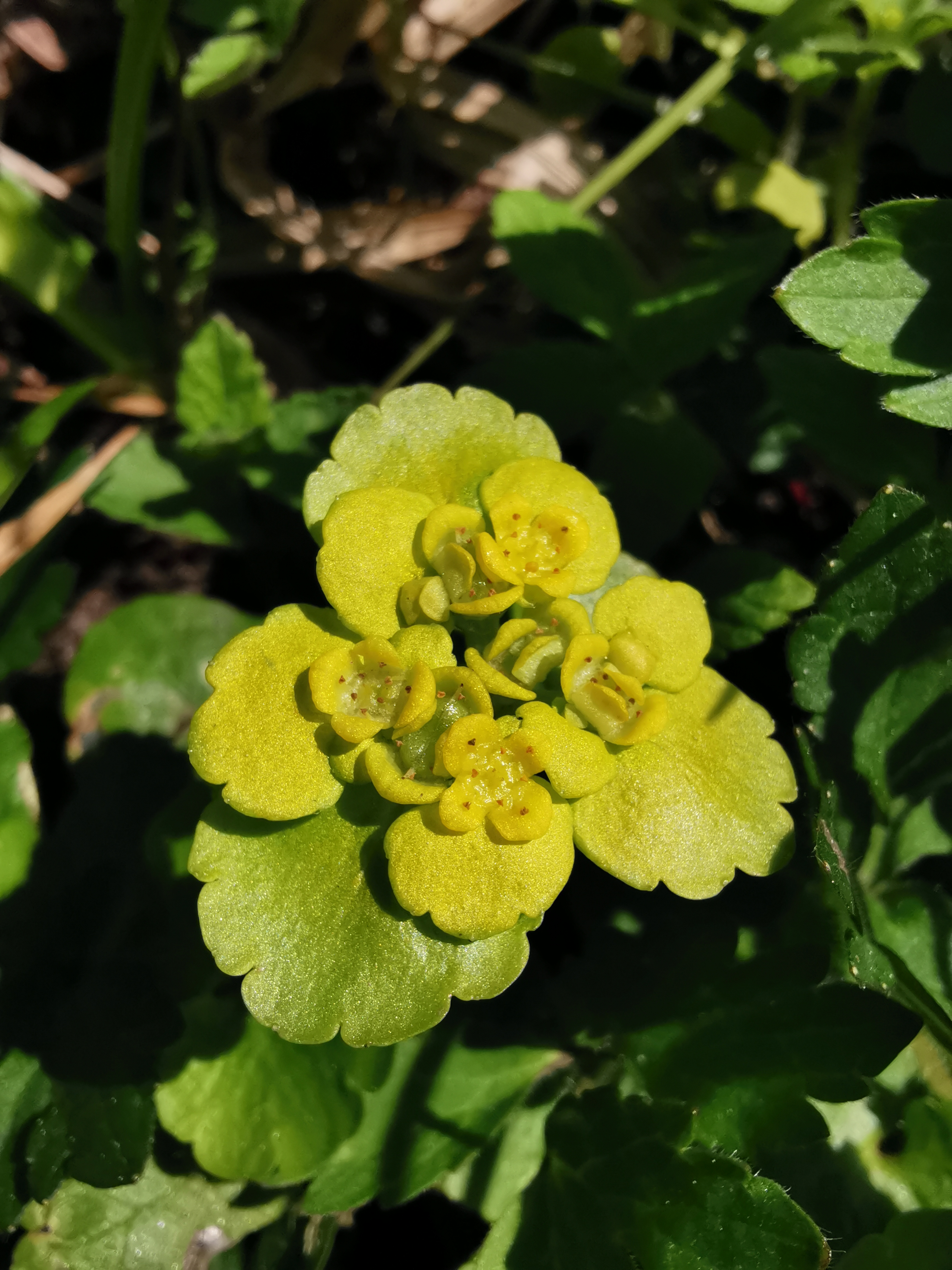
Śledziennica skrętolistna Chrysosplenium alternifolium w dolinie Kamiennej – gatunek charakterystyczny dla lasów łęgowych

W podziale kraju na regiony fizycznogeograficzne ciek jest położony na obszarze mezoregionu Wysoczyzna Polanowska, będącego częścią makroregionu Pojezierze Zachodniopomorskie. Mezoregion ten zaliczany jest do typu wysoczyzn młodoglacjalnych w większości o charakterze gliniastym, falistym lub płaskim. W systemie gospodarki wodnej należy do regionu wodnego Dolnej Wisły. Cała struga tworzy jednolitą część wód powierzchniowych o krajowym kodzie RW20001747272 i jest uznana za typ 17 (potok nizinny piaszczysty).
Zgodnie z ewidencją gruntów i budynków struga przepływa przez obręby ewidencyjne Krzynia oraz Żelkówko.
Struga na całej swojej długości płynie przez obszar Parku Krajobrazowego „Dolina Słupi”, a tym samym przez obszar specjalnej ochrony ptaków „Dolina Słupi” (PLB220002) powołany w ramach sieci Natura 2000. Odcinek od okolicy Łysomic ku ujściu objęty jest obszarem mającym znaczenie dla Wspólnoty (projektowanym specjalnym obszarem ochrony siedlisk) „Dolina Słupi” (PLH220052).

## Przebieg
Kamienna bierze początek na północny zachód od wsi Podwilczyn, na północ od jeziora Rybiec, na wysokości około 110 m n.p.m (niektóre źródła podają, że miejscem wypływu jest samo jezioro Rybiec). Uchodzi do Słupi na południowy zachód od osady Skarszów Dolny, na wysokości 24 m n.p.m., prawie że naprzeciwlegle w stosunku do ujścia Skotawy.

## Hydrologia
Struga ma 9 km długości. Zlewnia zajmuje powierzchnię 26 km². W górnym odcinku strugę charakteryzuje trzymetrowa szerokość koryta, przy średniej głębokości około 30 cm. Dno budują przeważnie piaski i żwiry, w mniejszym stopniu kamienie. 

## Ichtiofauna
W strudze – na podstawie obserwacji z lat 1998–2009 – stwierdzono występowanie troci wędrownej (Salmo trutta m. trutta), strzebli potokowej (Phoxinus phoxinus), łososia szlachetnego (Salmo salar), pstrąga potokowego (Salmo trutta m. fario), pstrąga tęczowego (Oncorhynchus mykiss), pstrąga źródlanego (Salvelinus fontinalis), szczupaka pospolitego (Esox lucius) oraz głowacza białopłetwego (Cottus gobio). Oprócz tych, potwierdzono obecność minoga strumieniowego (Lampetra planeri).
Łosoś szlachetny, głowacz białopłetwy oraz minóg strumieniowy są wymienione w Załączniku II – Gatunki roślin i zwierząt będące przedmiotem zainteresowania Wspólnoty, których ochrona wymaga wyznaczenia specjalnych obszarów ochrony – do Dyrektywy Rady 92/43/EWG z dnia 21 maja 1992 r. w sprawie ochrony siedlisk przyrodniczych oraz dzikiej fauny i flory (Dz.U.UE L z dnia 22 lipca 1992 r.), tj. tzw. dyrektywy siedliskowej, stąd też nastąpiło włączenie odcinka strugi w granice obszaru mającego znaczenie dla Wspólnoty „Dolina Słupi” (PLH220052).

## Gospodarka
Ciek wymieniony był w Rozporządzeniu Rady Ministrów z dnia 17 grudnia 2002 r. w sprawie śródlądowych wód powierzchniowych lub części stanowiących własność publiczną jako istotny dla regulacji stosunków wodnych na potrzeby rolnictwa. Rozporządzenie to uchylono 1 stycznia 2018 w związku z wejściem w życie Ustawy z dnia 20 lipca 2017 r. – Prawo wodne (Dz.U. 2017 poz. 1566).

## Nazewnictwo
Polska nazwa Kamienna została nadana 1 października 1948 Rozporządzeniem Ministrów Administracji Publicznej i Ziem Odzyskanych z dnia 1 października 1948 r. o przywróceniu i ustaleniu urzędowych nazw miejscowości, zastępując niemieckie Stein Bach.